# 762
Вижте пояснителната страница за други значения на 762.